# The Scarlet Pimpernel (musical)
The Scarlet Pimpernel és un musical amb música de Frank Wildhorn i llibret i lletres de Nan Knighton, basat en la novel·la homònima de 1905 de la baronessa Orczy. L'espectacle està ambientat a Anglaterra i França durant el regnat del terror de la Revolució Francesa. La història és una precursora de la ficció d'espionatge i els gèneres de superherois, on un heroi s'amaga sota un àlies de modalitat suau.
El musical va funcionar a Broadway des d'octubre de 1997 fins al maig de 1999 al Minskoff Theatre, va tancar, va fer una gira i va reobrir des de setembre de 1999 fins a gener de 2000 al Neil Simon Theatre, en diverses versions. També va tenir una gira nacional als Estats Units, i van seguir produccions regionals i internacionals.

## Produccions
The Scarlet Pimpernel va començar com un taller amb Carolee Carmello com a Marguerite i dirigit per Nick Corley, després d'un àlbum conceptual (i del Top 40 Adult Contemporary Hit - "You Are My Home").
El musical va iniciar les funcions prèvies a Broadway al Minskoff Theatre el 7 d'octubre de 1997, en preestrenes, i es va estrenar oficialment el 9 de novembre de 1997. Dirigida per Peter H. Hunt, va estar protagonitzada per Douglas Sills (Sir Percy Blakeney), Christine Andreas (Marguerite St. Just), Terrence Mann (Citizen Chauvelin), Marine Jahan (Madame St. Cyr), Elizabeth Ward Land (Marie), Gilles Chiasson (Armand St. Just), Ed Dixon (Ozzy), Bill Bowers (Leggett) i David Cromwell (Robespierre/Prince of Wales/Fisherman). Al juny, poc abans que s'anunciessin els premis Tony, l'espectacle estava programat per tancar-se. Els fans de l'espectacle, coneguts com "The League", van decidir que hauria de tornar-ho a provar. La producció va ser nominada als premis Tony al millor musical, llibret i actor principal en un musical. Amb la caiguda de les vendes d'entrades, l'espectacle va introduir nous productors i va suspendre les actuacions l'1 d'octubre de 1998. Va reobrir amb Sills i tres protagonistes nous, Rex Smith, Rachel York i James Bohanek, i una producció molt reordenada, el 10 d'octubre de 1998. Es va tancar al Minskoff Theatre el 30 de maig de 1999.
El musical va tenir una mini-gira d'una versió reduïda l'estiu de 1999 amb tres protagonistes nous. La versió revisada (anomenada versió 3.0) es va estrenar a Broadway al Neil Simon Theatre el 7 de setembre de 1999, tancant el 2 de gener de 2000, amb un total de 772 actuacions i 39 previsualitzacions. El repartiment de Neil Simon estava protagonitzat per Ron Bohmer, Marc Kudisch i Carolee Carmello. Com els altres dos projectes a Broadway de gran pressupost de Wildhorn (Jekyll & Hyde i The Civil War), el musical va perdre diners.
Una gira nacional dels Estats Units va començar el 20 de febrer de 2000 fins a l'1 d'abril de 2001, dirigida i coreografiada per Robert Longbottom amb Sills recreant el seu paper, Amy Bodnar com a Marguerite i William Paul Michals com a Chauvelin. Durant la gira, Sills va ser substituït per Robert Patteri i finalment per Ron Bohmer.
Takarazuka Revue al Japó va produir el musical de juny a octubre de 2008, interpretat per Star Troupe del grup. El va protagonitzar Kei Aran com Percy, Asuka Tono com Marguerite i Reon Yuzuki com Chauvelin. Va ser reviscut per la Revue d'abril a juny de 2010, aquesta vegada per la Moon Troupe. Hiromu Kiriya i Yuki Aono van interpretar a Percy i Marguerite, respectivament, amb Masaki Ryuu i Rio Asumi doblement com a Chauvelin. Va tornar a ser presentat per Star Troupe de març a juny de 2017, protagonitzat per Yuzuru Kurenai com Percy, Airi Kisaki com Marguerite i Makoto Rei com Chauvelin.
El musical també ha rebut nombroses produccions regionals nord-americanes i s'ha produït a Alemanya, Finlàndia, Països Baixos, Regne Unit, Irlanda, Suècia, Canadà, Mèxic, Malta i Noruega, entre d'altres.

## Trama

### Acte 1
L'obra s'estrena a La Comédie-Française, un elegant teatre on Marguerite St. Just actua en el seu darrer espectacle ("Storybook"). Mentre anuncia a la multitud el seu matrimoni amb el ric aristòcrata anglès Sir Percy Blakeney. El ciutadà Chauvelin, agent fanàtic dels revolucionaris republicans francesos, tanca el teatre abans que s'acabi la funció. Percy, Marguerite i el seu germà, Armand, marxen cap a Anglaterra, i Chauvelin supervisa l'execució del marquès de St.Cyr a la guillotina als miserables carrers de París ("Madame Guillotine").
Percy i Marguerite es casen a Anglaterra ("Believe"). Tanmateix, la nit del seu casament, Percy s'assabenta que la seva dona va trair el marquès de St. Cyr, el seu amic, al govern revolucionari ("Wedding Dance"). Amb el cor trencat, Percy es troba dividit entre el seu amor per la Marguerite i el coneixement del que ha fet ("Prayer"). El matrimoni dels Blakeney es refreda.
Percy decideix reparar la mort del seu amic salvant altres innocents de la guillotina. Adquireix la identitat de la Pimpinella Escarlata i convenç alguns dels seus amics (posteriorment anomenats "límits") perquè s'uneixin a ell en els seus atrevits intents de rescat; Armand, el germà de la Marguerite, insisteix a ser inclòs ("Into the Fire"). La banda fa veure que són uns petimetres inútils, eliminant efectivament qualsevol sospita sobre la identitat de la Lliga de la Pimpinella Escarlata. Sota les estrictes ordres de Percy, a Marguerite no se li diu res d'això.
Durant les properes cinc setmanes, la Lliga rescata moltes víctimes potencials de la guillotina a París ("The Rescue"). El furiós Robespierre ordena a Chauvelin que descobreixi la identitat de la Pimpinella Escarlata amb l'ajuda d'un espia belga anomenat Grappin (Percy disfressat). Frustrat, Chauvelin es compromet a tenir èxit ("Falcon in the Dive").
De tornada a Anglaterra, Marie, l'antiga dissenyadora de vestuari i millor amiga de Marguerite, ha arribat a la finca de Blakeney i està pintant el retrat de Percy. Les criades dels Blakeney xafardegen sobre la Pimpinella Escarlata amb Percy, que continua amb el seu acte de petimetre ("Scarlet Pimpernel Transition"). La Marguerite no pot entendre com Percy és tan dràsticament diferent de l'home amb qui es va casar ("When I Look At You").
Informada que té una visita al jardí, Marguerite surt al carrer. En Percy la mira admirat, però es manté confós sobre com hauria d'actuar al seu voltant ("When I Look At You (Reprise)"). El visitant de Marguerite resulta ser Chauvelin, que intenta convèncer-la perquè s'uneixi a ell en la seva missió de desenmascarar, ja que els francesos creuen que és membre del cercle dels Blakeney. Percy s'uneix a la conversa i deixa perplex a Chauvelin amb les seves maneres ridícules. Quan Percy marxa, Chauvelin intenta recordar a Marguerite la passió ardent que van compartir una vegada per la Revolució i entre ells ("Where's the Girl?"). La Marguerite rebutja les avenços de Chauvelin i l'expulsa.
L'Armand, que acaba de tornar d'un viatge per la Lliga, li diu a la Marguerite que se'n va a un altre viatge, aquesta vegada a França. S'enfada perquè creu que Armand s'està posant en perill, i perquè és l'únic a qui Marguerite sent que l'estima realment. Marguerite demana a Armand que es quedi, però després d'intentar consolar-la, se'n va, portant a Marie de tornada a París amb ell per ajudar la Lliga ("You Are My Home").
Percy diu als seus homes restants que el príncep de Gal·les, desconfiat dels seus viatges a França, vol reunir-se amb ells. Per dissipar les sospites del príncep, Percy mostra a la Lliga com és el deure d'un home vestir-se elegantment i extravagant, i tots mostren l'última moda ("The Creation of Man"). Al palau, la Lliga convenç al Príncep que no tenen res a veure amb les activitats de la Pimpinella.
Chauvelin arriba per reunir-se amb el príncep, però és rebutjat perquè la Lliga pugui ajudar el príncep a seleccionar la seva vestimenta per al ball reial d'aquesta nit. Després d'haver rebut una nota de Chauvelin, Marguerite es troba amb ell al palau, i Chauvelin torna a demanar la seva ajuda. Armand ha estat capturat a França, i Chauvelin amenaça amb guillotinar-lo si la Marguerite es nega a ajudar a trobar la Pimpinella ("Marguerite's Dilemma (Instrumental)"). Tant Marguerite com Chauvelin es pregunten si poden confiar l'un en l'altre; en Percy els troba parlant i es pregunta si ell també pot confiar en la seva dona ("The Riddle").

### Acte 2
Al ball del Príncep ("Entr'acte (Instrumental)"), Percy i els altres convidats discuteixen sobre la Pimpinella, que tots saben que hi és aquella nit ("The Scarlet Pimpernel"). Aleshores, Percy recita un poema que ha creat en honor a la Pimpinella, i els convidats s'hi uneixen ("They Seek Him Here").
La Marguerite, desesperada, convenç un dels homes de Percy perquè demani a la Pimpinella que la trobi a la passarel·la a la una ("La Gavotte"). Informa a Chauvelin del pla i se'n va a la passarel·la. Percy ve però roman amagat a les ombres, mantenint la seva identitat oculta. La Marguerite li explica els plans de Chauvelin i li explica que va trair el marquès de St. Cyr sota coacció. Esquinçada, Marguerite demana a la Pimpinella que s'escapi abans que arribi Chauvelin, però la Pimpinella promet salvar Armand i envia la Marguerite. Encantat d'alegria, en Percy ara entén per què ha estimat la Marguerite durant tot el temps, i que ella sempre ha estat la mateixa ("She Was There"). Arriba Chauvelin, però les travessies d'en Percy el fan anar sense descobrir la identitat de la Pimpinella. Aleshores, la Lliga marxa cap a França per salvar Armand.
Encara desconeguda de la identitat de la Pimpinella, Marguerite fa el mateix. Disfressada de meuca, Marguerite intenta descobrir informació sobre el seu germà, però és ràpidament reconeguda i detinguda per Chauvelin ("Storybook (Reprise)"). Mentre Chauvelin admira els valents esforços de la Marguerite, s'enfada perquè ella desafiava les seves amenaces i l'envia a la presó amb Armand.
Incapaç d'accedir a la Marguerite i l'Armand, Grappin planteja un complot a Chauvelin perquè Armand els condueixi al port secret que utilitza la Lliga, on poden capturar tot el grup. Grappin intenta convèncer Chauvelin perquè el deixi disposar de Marguerite, però Chauvelin li ordena que s'adhereixi al pla. Sol, Chauvelin s'enfada pel seu fracàs per recuperar la Marguerite ("Where's the Girl? (Reprise)").
La Lliga es reuneix amb Percy, Marie i Tussaud (el promès de Marie) a París per intentar trobar una manera de salvar la Marguerite i l'Armand. Incapaç d'apropar-se a ells, fins i tot disfressat de Grappin, Percy comença a pensar que la situació és gairebé desesperada. Es compromet a fer-ho sol, sense voler que la resta de la Lliga continuï arriscant-se, però afirmen amb tranquil·litat que estaran al seu costat ("Into the Fire (Reprise)").
A la presó, Armand assegura a la Marguerite que la Pimpinella els salvarà. Negant-se a creure-ho, la Marguerite plora la pèrdua de Percy i de la seva vida ("I'll Forget You"). No obstant això, els dos són "rescats" pels "membres de la Lliga" i marxen cap al port de la Lliga a la ciutat costanera de Michelon, sense tenir ni idea que Chauvelin els segueix el rastre. En el camí, la Marguerite descobreix la identitat secreta del seu marit.
A Michelon, la Marguerite i l'Armand descobreixen que s'ha aixecat una guillotina al port. Arriben Chauvelin i els seus soldats, i quan la Marguerite demana desesperadament que Percy fugi, Chauvelin finalment comença a sospitar qui és realment el seu adversari.
En Grappin apareix i li informa a Chauvelin que la Pimpinella (que Grappin confirma que és Sir Percy Blakeney) es dirigeix cap a Calais. Chauvelin envia alguns dels seus homes a interceptar la Pimpinella, però encara manté soldats per ajudar-lo. Quan Percy "accidentalment" deixa escapar la seva identitat, ell i Chauvelin es barallen. La Marguerite intervé diverses vegades per ajudar en Percy, però Chauvelin encara guanya ("The Duel"). Aleshores, Percy és guillotinat immediatament.
Confiat en el seu triomf, Chauvelin envia la majoria dels seus soldats restants per portar la notícia a Robespierre, deixant només un petit equip. No obstant això, per al desconcert de Chauvelin, Percy s'aixeca de la guillotina il·lès. El cap que ha caigut és, de fet, un de cera que Marie (que, havent-se casat amb Tussaud, es revela que és Marie Tussaud) va crear per enganyar Chauvelin. Tot el duel i l'execució no va ser més que una artimanya per fer que Chauvelin es passés de confiança i expulsar la majoria de les seves forces. Els soldats restants resulten ser la Lliga disfressada.
Els homes de Percy lliguen a Chauvelin i el deixen amb proves plantades que l'incriminen com la Pimpinella Escarlata. Percy, Marguerite, Armand i els límits van partir cap a Anglaterra. La Marguerite i el Percy es confien el veritable amor que sempre s'han tingut l'un per l'altre ("Believe (Reprise)").

## Cançons
| Acte I - Overture - Orquestra - Storybook - Marguerite & Conjunt - Madame Guillotine - Chauvelin, St. Cyr & Conjunt - You Are My Home, Wedding Dance, Prayer - Percy, Marguerite & Conjunt - Prayer - Percy - Into the Fire - Percy, Armand, Ozzy, Dewhurst, Elton, Farleigh, Hal & Ben - Falcon In the Dive - Chauvelin - Scarlet Pimpernel Transition - Percy, Marie, Marguerite & Girls - When I Look at You - Marguerite - When I Look at You (Reprise) - Percy & Marguerite - Where's The Girl? - Chauvelin - You Are My Home (Garden Reprise) - Marguerite & Armand - The Creation of Man - Percy, Ozzy, Dewhurst, Elton, Farleigh, Hal & Ben - Marguerite's Dilemma - Orchestra - The Riddle - Chauvelin, Marguerite, Percy & Conjunt | Acte II - Entr'acte - Orquestra - Opening Act II - Percy, Marguerite & Conjunt - The Scarlet Pimpernel - They Seek Him Here - Percy, Marguerite, Chauvelin, Elton, Farleigh, Dewhurst, Ozzy, Prince of Wales & Conjunt - Ouilles Gavotte - She Was There - Percy - Storybook (Bistro Reprise) - Marguerite & Conjunt - Where's The Girl? (Reprise) - Chauvelin - Into The Fire (Reprise) - Ozzy, Dewhurst, Farleigh, Elton, Hal & Ben - I'll Forget You - Marguerite - The Duel - Orchestra - Finale/When I Look at You (Reprise) - Marguerite, Percy & Conjunt - Bows/Into the Fire (Reprise) - Percy & Company - Exit Music - Orchestra |

## Repartiments
| Personatge                    | Repartiment original de Broadway | Broadway 1999       | Gira per Estats Units 2000 | Lincoln Center 2019 |
| ----------------------------- | -------------------------------- | ------------------- | -------------------------- | ------------------- |
| Percy                         | Douglas Sills                    | Ron Bohmer          | Douglas Sills              | Tony Yazbeck        |
| Marguerite                    | Christine Andreas                | Carolee Carmello    | Amy Bodnar                 | Laura Osnes         |
| Chauvelin                     | Terrence Mann                    | Marc Kudisch        | William Michals            | Norm Lewis          |
| Armand St. Just               | Gilles Chiasson                  | Kirk McDonald       | Martin K. Thomas           | Corey Cott          |
| Robespierre / Prince of Wales | David Cromwell                   | Billy Sharpe        | David Cromwell             | Drew Gehling        |
| Marie                         | Elizabeth Ward Land              | Elizabeth Ward Land | Elizabeth Ward Land        | Dana Costello       |

## Premis i nominacions

### Producció original de Broadway
| Any  | Premi                       | Categoria                            | Nominat                    | Resultat  |
| ---- | --------------------------- | ------------------------------------ | -------------------------- | --------- |
| 1998 | Premi Tony                  | Millor musical                       | Millor musical             | Nominat   |
| 1998 | Premi Tony                  | Millor llibret                       | Nan Knighton               | Nominat   |
| 1998 | Premi Tony                  | Millor actor protagonista de musical | Douglas Sills              | Nominat   |
| 1998 | Premi Drama Desk            | Actor destacat en un musical         | Douglas Sills              | Nominat   |
| 1998 | Premi Drama Desk            | Música destacada                     | Frank Wildhorn             | Nominat   |
| 1998 | Premi Theatre World         | Premi Theatre World                  | Douglas Sills              | Guanyador |
| 1998 | Premis Outer Critics Circle | Millor musical de Broadway           | Millor musical de Broadway | Nominat   |
| 1998 | Premis Outer Critics Circle | Actor destacat en un musical         | Douglas Sills              | Nominat   |
| 1998 | Premis Outer Critics Circle | Disseny de vestuari excepcional      | Jane Greenwood             | Nominat   |
| 1998 | Premis Outer Critics Circle | Disseny d'il·luminació excepcional   | Natasha Katz               | Nominat   |
| 1998 | Premis Outer Critics Circle | Disseny de vestuari excepcional      | Jane Greenwood             | Nominat   |